# 마르크스 마르크스카
마르크스 마르크스카(Marcus Marcuscar)는 마르크스에서 판매하였던 승용차였다. 1895년에 마르크스의 파산으로 인해 후속 차종 없이 단종되었다.